# Tyler Childers
Timothy Tyler Childers (født 21. juni 1991) er en amerikansk musiker. Han er blevet kendt for sin lyd, som blander country, bluegrass og folkemusik.

## Karriere
Childers udgav sit første album Bottles And Bibles i 2011, og herefter to EP'er kaldet Live on Red Barn Radio I & II i 2013 og 2014, dog med begrænset succes. Hans store gennembrud kom først i 2017, da han udgav sit andet studiealbum, Purgatory. Albummet var en stor succes, og gav ham mainstream opmærksomhed, da det nåede helt til nummer 17 på countrymusik hitlisten.
Hans næste album Country Squire blev udgivet i maj 2019. Den anden single fra albummet, "All Your'n" blev nomineret til en Grammy for bedste countrysang. Herefter udgav han Long Violent History i 2020, og Can I Take My Hounds to Heaven? i 2022.

## Diskografi
Studiealbum
- Bottles And Bibles (2011)
- Purgatory (2017)
- Country Squire (2019)
- Long Violent History (2020)
- Can I Take My Hounds to Heaven? (2022)

EP
- Live on Red Barn Radio (2013)
- Live on Red Barn Radio II (2014)